# Zala Tomašič
Zala Tomašič, slovenska političarka in televizijska voditeljica; * 1995.
Tomašič je evropska poslanka iz vrst SDS, na evropski ravni pa pod okriljem politične skupine Evropske ljudske stranke EPP. Je najmlajša izvoljena evropska poslanka v zgodovini Slovenije.

## Izobraževanje
Po končani Škofijski klasični gimnaziji v Šentvidu je odšla na študij v ZDA, kjer je študirala politologijo in ekonomijo. Med študijem je opravljala pripravništvo v ameriškem senatu v Washingtonu D.C. V Bruslju je opravljala pripravništvo pri »think tanku« Evropske ljudske stranke Martens Centru, nato pa 4 mesece delala na projektu Evropske Komisije European Development Days. Decembra 2020 je uspešno magistrirala na študiju mednarodnih odnosov na znamenitem King's College London. Sodelovala je pri projektu predsedovanja Slovenije Svetu EU v Bruslju. 
Je tudi avtorica knjige Invisible election rigging: effect of social media and technology on democratic practices.

## Delo na Nova24TV
Od marca 2023 do kandidature za evropsko poslanko leta 2024 je na televiziji Nova24TV vodila oddajo Signal.

## Politika
Zala Tomašič je mednarodna sekretarka Slovenske demokratske mladine, podmladka SDS.  Stranka jo je februrja 2024 uvrstila na listo za evropske volitve 2024. Na evropskih volitvah, ki so potekale 9. junija, je bila z nekaj manj kot 27 tisoč preferenčnimi glasovi izvoljena za evropsko poslanko.

## Zasebno
Prihaja iz Škofje Loke. Njen oče je znani slovenski TV voditelj Boris Tomašič.